# Milan van Ewijk
Milan van Ewijk, né le 8 septembre 2000 à Amsterdam aux Pays-Bas, est un footballeur néerlandais qui évolue au poste d'arrière droit à Coventry City.

## Biographie

### Excelsior Maassluis
Passé notamment par le Feyenoord Rotterdam ou l'ADO La Haye, Milan van Ewijk commence sa carrière à l'Excelsior Maassluis (en), en troisième division néerlandaise.

### ADO La Haye
Le 29 juin 2019, Milan van Ewijk rejoint l'ADO La Haye librement après une saison réussie à l'Excelsior Maassluis (en). Il découvre ainsi l'Eredivisie, jouant son premier match le 4 août 2019, lors de la première journée de la saison 2019-2020 face au FC Utrecht. Il est titulaire ce jour-là, et son équipe s'incline par quatre buts à deux. L'entraîneur Alfons Groenendijk en fait son titulaire sur le côté droit de la défense mais ce dernier est remplacé par Alan Pardew en décembre 2019. Celui-ci, trouvant le jeu de Van Ewijk trop porté vers l'offensive, le pousse vers la sortie. Il est alors prêté le 31 janvier 2020, jusqu'à la fin de la saison, au SC Cambuur.
L'arrivée d'Aleksandar Ranković au poste d'entraîneur en mai 2020 permet à Van Ewijk de retrouver une place de titulaire. Le 25 octobre 2020, Van Ewijk inscrit son premier but pour l'ADO La Haye, lors d'une rencontre de championnat face à l'AZ Alkmaar. Il se fait remarquer également en délivrant une passe décisive pour Michiel Kramer, permettant à son équipe de faire match nul alors qu'elle était menée à deux reprises (2-2).

### SC Heerenveen
Après une saison pleine à l'ADO La Haye où il était l'un des hommes forts malgré la relégation du club, Milan van Ewijk rejoint le SC Heerenveen, où il doit remplacer Sherel Floranus,.

### Coventry City
Le 27 juillet 2023, Milan van Ewijk prend la direction de l'Angleterre afin de s'engager en faveur de Coventry City. Il signe un contrat de quatre ans, soit jusqu'en juin 2027.
Van Ewijk marque son premier but pour Coventry le 2 septembre 2023, lors d'une rencontre de championnat face au Watford FC. Titulaire, il égalise sur coup franc pour le un partout juste avant la mi-temps, et les deux équipes se neutralisent ce jour-là (3-3 score final),.